# Vrhovci (Chorwacja)
Vrhovci – wieś w Chorwacji, w żupanii primorsko-gorskiej, w mieście Čabar. W 2011 roku liczyła 110 mieszkańców.